# Lawrence John Cannon
Pour les articles homonymes, voir Cannon.
Lawrence John Cannon, né le 18 novembre 1852 à Québec (Canada-Est), et mort le 30 janvier 1921, est un avocat, fonctionnaire et juge canadien.

## Biographie
Né le 18 novembre 1852 à Québec, il est le fils de Laurent Ambroise Canon et de Mary Jane Cary, son parrain est Augustin-Norbert Morin, qui était à l'époque à la tête du gouvernement de la province du Canada avec Francis Hincks.
Il marie à Saint-Christophe-d'Arthabaska dans la province de Québec, Marie-Hermine-Aurélie-Alida Dumoulin issue de l'union de Jean-Gaspard Dumoulin et Alida Pacaud avec qui il a eu huit enfants
Il étudie au séminaire de Québec, au séminaire de Nicolet avant de recevoir sa licence en droit  de l'Université Laval. Il a été admis au Barreau de Québec en 1874 puis il s'établit à Arthabaskaville (Victoriaville), en partenariat avec Édouard-Louis Pacaud. En 1882, candidat libéral à la Chambre des Communes du Canada dans la circonscription de Drummond—Arthabaska, il perd face à Désiré Olivier Bourbeau. En 1891, il est nommé sous-procureur général  et greffier en loi de la province de Québec. Il devient juge de la Cour supérieure pour le district de Trois-Rivières en 1905. Muté en 1910 au district de Québec, il remplit sa fonction jusqu'à sa mort le 31 janvier 1921 dans la ville de Québec.